# Consonne spirante labio-dentale voisée
La consonne spirante labio-dentale voisée est un son consonantique symbolisé par [ʋ] dans l'alphabet phonétique international.

## Caractéristiques
Voici les caractéristiques de la consonne spirante labio-dentale voisée.
- Son mode d'articulation est spirant, ce qui signifie qu’elle est produite en contractant modérément les organes phonateurs  au point d’articulation, causant à peine une turbulence.
- Son point d’articulation est labio-dentale, ce qui signifie qu'elle est articulée avec la lèvre inférieure et les dents de la mâchoire supérieure.
- Sa phonation est voisée, ce qui signifie que les cordes vocales vibrent lors de l’articulation.
- C'est une consonne orale, ce qui signifie que l'air ne s’échappe que par la bouche.
- C'est une consonne centrale, ce qui signifie qu’elle est produite en laissant l'air passer au-dessus du milieu de la langue, plutôt que par les côtés.
- Son mécanisme de courant d'air est égressif pulmonaire, ce qui signifie qu'elle est articulée en poussant l'air par les poumons et à travers le chenal vocatoire, plutôt que par la glotte ou la bouche.

## En français
Le français standard ne possède pas le [ʋ], mais le français de Belgique, le français louisianais, le français de Nouvelle-Angleterre et le français québécois le possèdent comme allophone du [v].

## Autres langues
La plupart des dialectes d'Amérique du Nord de l'anglais, dont l'américain et le canadien le notent v.
La plupart des dialectes du néerlandais possèdent le [ʋ], écrit w.
Un grand nombre de dialectes de l'allemand utilisent ce son en l'écrivant w.
Le croate et le serbe emploient ce son et l'écrivent v.
L'hawaïen possède aussi ce son, écrit w, comme dans wikiwiki (très rapide).
En finnois, certains locuteurs prononcent ce son comme allophone de /v/, exemple : vaivautuva ['ʋɑiʋɑutuʋɑ] (pétrissable).
En mandarin standard, [ʋ] concurrence [w] devant presque toutes les voyelles mais dans une moindre mesure devant [o] et [u] (M. Hu, 1991).
Plusieurs langues indiennes possèdent également ce son.